# Juan Ángel Krupoviesa
Juan Ángel Krupoviesa (ur. 16 kwietnia 1979 w San Miguel de Tucumán) – były argentyński piłkarz występujący na pozycji lewego obrońcy.
Profesjonalną karierę Krupoviesa rozpoczął w 1999 roku w Estudiantes La Plata. W 2005 roku, dzięki rekomendacji Diego Maradony trafił za 1,2 miliony euro do bardziej utytułowanego zespołu Boca Juniors. Z Xeneizes w ciągu dwóch lat sięgnął po dwa tytuły mistrza Argentyny (Apertura 2005 oraz Clausura 2006). Wraz z kolegami święcił ponadto triumfy w Copa Sudamericana (2005) oraz Recopa Sudamericana (2005 i 2007). Wkrótce po tym zerwał więzadła krzyżowe. Przerwa w grze trwała 9 miesięcy, co uniemożliwiło mu zdobycie ze swoim zespołem Pucharu Wyzwolicieli. W styczniu 2008 roku został na krótko wypożyczony do klubu z Europy. W barwach Olympique'u Marsylia rozegrał zaledwie sześć spotkań ligowych. Po opuszczeniu klubu z Estadio Alberto J. Armando (słynnej La Bombonery) w 2010 roku występował jeszcze w Arsenalu Sarandí, CA Chacarita Juniors oraz Estudiantes. W lipcu 2013 roku zdecydował o zakończeniu kariery.